# Edmund Liwski
Edmund Liwski (ps. lit. Agawa, Paryja, Maksymilian Zero, ur. 16 listopada 1817 w Stawiszczach, zm. 20 marca 1888 w Korsuniu) – polski historyk, encyklopedysta, podróżnik i pedagog.

## Życiorys
Urodzony w rodzinie o tradycjach drobnoszlacheckich i patriotycznych (ojciec Józef był powstańcem kościuszkowskim w brygadzie Piotra Hadziewicza). W wieku trzech lat przeniósł się wraz z rodziną do Bojarki, a potem, w wieku lat dziewięciu, do Humania. W 1827 ponownie zmienił miejsce zamieszkania – przeniósł się do Wincentówki. Wszystkie te miejscowości związane były z dobrami Branickich, u których służył ojciec Edmunda. Uczęszczał do szkoły powiatowej, prowadzonej przez bazylianów w Humaniu.
Studia rozpoczął na Uniwersytecie Kijowskim w 1834 (Wydział Filozoficzny). Był tam członkiem tajnego stowarzyszenia, które potem związało się ze Związkiem Ludu Polskiego. W 1837 uniknął aresztowania, które stało się udziałem większości członków tego stowarzyszenia, ponieważ akurat wyjechał do domu z powodu choroby. Relegowano go natomiast z uczelni i poddano nadzorowi policyjnemu. Z uwagi na pogarszającą się sytuację materialną (śmierć matki i załamanie ojca) rozpoczął pracę jako nauczyciel domowy w dworach szlacheckich na terenie Zadnieprza. Pełnił tę funkcję do około 1845, kiedy to postanowił powrócić na studia (jako wzięty i utalentowany pedagog uzbierał sporą sumę pieniędzy). W 1851 ukończył studia na Wydziale Historyczno-Filozoficznym Uniwersytetu Charkowskiego i rozpoczął pracę nauczycielską (pierwszą posadą była Biała Cerkiew).
W 1855 przeniósł się do Charkowa, gdzie mianowano go profesorem gimnazjalnym historii. W tym samym czasie założył prywatny pensjonat dla synów szlacheckich, który cieszył się w następnych latach znacznym uznaniem i przynosił znaczące dochody. Do pensjonatu przyjmowano też uczniów z biednych rodzin za minimalne opłaty lub za darmo, jeśli rokowali oni poważne nadzieje na dobre wyniki w nauce i charakteryzowali się postawą patriotyczną. W 1860 Uniwersytet Charkowski powołał go na stanowisko wykładowcy w katedrze historii powszechnej. Pracował w tym charakterze do 1862, kiedy to zwolniono go, podając jako oficjalną przyczynę brak osiągnięć naukowych (nie zdążył obronić magisterium). Faktycznie nie cieszył się on popularnością u lokalnych władz, jako polski patriota.
Nie brał udziału w powstaniu styczniowym, które zastało go w Charkowie. Po upadku tego zrywu Liwski potępiał dążności rewolucyjne i narodowowyzwoleńcze, będąc świadomym potęgi militarnej ówczesnej Rosji. Popierał stanowisko wyrażone przez Józefa Ignacego Kraszewskiego, nawołujące do zamknięcia rozrachunków popowstaniowych i zabrania się do kształtowania lepszego jutra dla Polski poprzez rozwój edukacji i gospodarki. Chciał też szukać kompromisu w kontaktach z Rosją.
W tym samym czasie zaczął podróżować po Ukrainie i Europie Zachodniej (Ze wszystkich części naszej przedrozbiorowej ojczyzny, którą kocham, jak Polak, najwięcej miłuję Ukrainę). Po powrocie z poszczególnych wypraw porządkował zdobyte materiały i opisy. W latach 1871–1880 odwiedził wiele znaczących miejscowości na Ukrainie i Litwie, m.in. Berdyczów, Żytomierz, Targowicę, Bracław, Tulczyn, Niemirów, Winnicę, Korsuń, Humań, Białą Cerkiew, Płoskirów, Kamieniec Podolski, Berezynę, Mińsk, Odessę, Wilno, Kowno, Sławutę, czy Lachowce. Odwiedzał też archiwa, przede wszystkim rosyjskie i austro-węgierskie. W tym celu często wyjeżdżał do Warszawy, Krakowa i Lwowa. Do Europy Zachodniej jeździł natomiast w celach turystycznych i leczniczych. W 1873 odwiedził m.in. Wiedeń, Drezno, Lipsk, Magdeburg, Kolonię, Brukselę, Ostendę i Paryż. W 1878 ponownie Drezno i Lipsk, a także Wrocław i miasta zaboru pruskiego: Poznań, Gniezno, Inowrocław, Toruń i Gdańsk. W 1883 przebywał na leczeniu w Szwajcarii. Jeździł także do Karlovych Varów. Od 1880 zapadał coraz bardziej na astmę.
W 1887 przeszedł w stan spoczynku w stopniu radcy stanu i nadal pozostawał w Charkowie. Na kilka miesięcy przed śmiercią przeniósł się do Odessy, a następnie do Korsunia, gdzie zmarł na astmę 20 marca 1888. W ramach Polskiej Akademii Umiejętności założył fundację dla biednych literatów i ich rodzin.

## Twórczość
Liwski nie pozostawił po sobie żadnej większej pracy drukiem. Pisał natomiast liczne mniejsze artykuły, często o charakterze przyczynkarskim, które publikował w czasopismach warszawskich i lwowskich pod różnymi pseudonimami. Najdłużej współpracował z Dziennikiem Warszawskim. Oprócz artykułów historycznych publikował informacje bieżące z życia Ukrainy. Pisał też krótkie monografie słownikowe miejscowości ukraińskich, które przygotowywał na zlecenie Słownika geograficznego Królestwa Polskiego. W rękopisie pozostawił kilkanaście biografii związanych z kijowskim i charkowskim środowiskiem naukowym, a także Opis geograficzno-historyczny Wołynia i Podróż po Ukrainie (prace o charakterze wspomnieniowym).